# Јасен (Власеница)
Јасен је насељено мјесто у општини Власеница, Република Српска, БиХ. Према прелиминарним подацима пописа становништва из 2013. године, у насељу је живјело 110 становника.

## Становништво
Према попису становништва из 1991. године, мјесто је имало 134 становника.
| Националност       | 2013. | 1991. | 1981. | 1971. | 1961. |
| Срби               | 110   | 134   | 107   | 134   | 113   |
| остали и непознато |       |       |       |       |       |
| Укупно             | 110   | 134   | 107   | 134   | 113   |

| Демографија | Демографија | Демографија |
| Година      | Становника  | Становника  |
| ----------- | ----------- | ----------- |
| 1961.       | 113         |             |
| 1971.       | 134         |             |
| 1981.       | 107         |             |
| 1991.       | 134         |             |
| 2013.       | 110         |             |